# CR力道山
CR力道山（りきどうざん）はサミーより発売されたパチンコ機。設置開始日は2004年3月1日。

## 概要
プロレスラー力道山が登場するパチンコ。「この男に777はいらない」のキャッチコピーのとおり、現在のパチンコ機としては異例の777が存在しない。大当たりは3カウントで決定する。
なお、大当たりが確変か時短かの判定は、3カウント後の大当たり確定後に画面中央から現れる文字で表される（『確変』または『通常』で表記）。

## スペック

### HN
- 賞球数: 4,13,15
- 大当たり確率（低確率）: 1/306.2
- 大当たり確率（高確率）: 1/68.8
- 確変割合: 1/2
- 出玉: 2025±
- 大当たりラウンド: 15R
- 入賞カウント: 9C
- 時短: 高確率状態での通常大当たり終了後100回転

### FN
- 賞球数 4,13,15
- 大当たり確率（低確率）1/348.6
- 大当たり確率（高確率）1/53.8
- 確変割合: 1/2
- 出玉: 2025±
- 大当たりラウンド: 15R
- 入賞カウント: 9C
- 時短: 通常大当たり終了後100回転

## 図柄
※図柄は画面中のオーロラビジョン、または大当たりラウンド中に表示。
- 通常図柄: 1、2、4、6、8、9
- 確変図柄: 3、5、7、力、道、山

## キャラクター
プレミアムを含めた全部で8人。強い相手ほど期待度が高い。

## 予告演出
- 紙テープ
- 風船
- カメラフラッシュ
- サイン
- オーロラビジョン
- 経過時間

長引くほど期待が大きい。

## リーチ演出
通常リーチ
力道山が対戦相手をホールド。3カウントで大当たり確定。